# The Lost Room
The Lost Room är en amerikansk science fiction-miniserie som visades första gången på Sci Fi Channel den 11-13 december 2006. Serien skapades av Christopher Leone, Laura Harkcom och Paul Workman. Handlingen kretsar kring ett rum och omkring 100 vardagliga föremål i rummet med inneboende mystiska egenskaper som till exempel en bussbiljett som ögonblickligen teleporterar en person till en speciell plats eller en kam som fryser tiden. Seriens protagonist, Joe Miller spelad av Peter Krause, försöker använda föremålen i sökandet efter sin dotter Anna (Elle Fanning) som försvann inuti rummet. Rummet var tidigare ett vanligt rum i ett motell på 1960-talet längs Route 66 men existerar numera utanför den normala rumtiden.